# Therese Vogl
Therese Thoma  coniugata Vogl (Tutzing, 1845 – Monaco di Baviera, 1921) è stata un soprano tedesco.
Debuttò nel 1866, imponendosi come grande interprete di Richard Wagner insieme al marito, il tenore Heinrich Vogl.

## Repertorio
| Ruolo                   | Titolo             | Autore    |
| ----------------------- | ------------------ | --------- |
| Casilda                 | La part du diable  | Auber     |
| Leonora                 | Fidelio            | Beethoven |
| Alceste                 | Alceste            | Gluck     |
| Clitennestra            | Ifigenia in Aulide | Gluck     |
| Elsa von Brabant Ortrud | Lohengrin          | Wagner    |
| Wellgunde               | Das Rheingold      | Wagner    |
| Brünnhilde Sieglinde    | Die Walküre        | Wagner    |
| Isolde                  | Tristan und Isolde | Wagner    |
| Brünnhilde              | Siegfried          | Wagner    |
| Brünnhilde              | Götterdämmerung    | Wagner    |
| Agathe                  | Der Freischütz     | Weber     |
| Eglantine               | Euryanthe          | Weber     |